# Trimeresurus puniceus
Espèce
Synonymes
- Cophias punicea Boie, 1827

Statut de conservation UICN

 LC  : Préoccupation mineure
Trimeresurus puniceus est une espèce de serpents de la famille des Viperidae.

## Répartition
Cette espèce est endémique d'Indonésie. Elle se rencontre dans les îles de Java, de Sumatra, de Simeulue, dans les îles Mentawai et dans les îles Natuna.

## Description
C'est un serpent venimeux.

## Publication originale
- Boie, 1827 : Bemerkungen über Merrem's Versuch eines Systems der Amphibien, 1. Lieferung: Ophidier. Isis von Oken, Jena, vol. 20, p. 508-566 (texte intégral)